# Ferroxidase
Ferroxidase também conhecida como Fe(II):oxigênio oxidorredutase é uma enzima que catalisa a oxidação do Fe2+ para o Fe3+:
4 Fe2+ + 4 H+ + O2 = 4 Fe3+ + 2H2O

## Exemplos
Proteinas codificantes de genes humanos com ação de ferroxidase incluem:
- CP – Ceruloplasmina
- FTH1 – Ferritina de cadeia pesada
- FTMT – Ferritina, mitocondrial
- HEPH - Efestina